# Demetri Martin
Demetri Evan Martin (25 de mayo de 1973) es un comediante, actor, artista, músico y escritor estadounidense. Martin es más conocido por su trabajo como comediante stand-up y por su programa de televisión en Comedy Central llamado Important Things with Demetri Martin.

## Biografía
Demetri Martin nació en una familia estadounidense griega en la ciudad de Nueva York, Nueva York, y creció en Toms River, Nueva Jersey. Es el hijo de Lillian, nutricionista, y Dean C. Martin, ya fallecido, sacerdote ortodoxo griego. Martin se graduó de la Universidad de Yale en 1995. Durante su estancia en Yale, escribió un largo poema de 224 palabras como un proyecto para una clase de geometría fractal, que se convirtió en un conocido poema palíndromo. A pesar de que fue aceptado en la Escuela de Derecho de Harvard, fue a la Universidad de Nueva York después de que recibió una beca completa.
Demetri tuvo un breve matrimonio con Jen, una mujer a la que conocía de la preparatoria. Ellos comenzaron a salir después de la secundaria, y se casaron cuando él estaba en la Facultad de Derecho Universidad de Nueva York y ella asistía a la Escuela de Medicina de la NYU. Demetri se volvió a casar el primero de junio de 2012 con su novia de mucho tiempo Rachael Beame en Santa Mónica, CA.
Él es extremadamente alérgico a las nueces y los cacahuetes.
Martin se trasladó a Santa Mónica, California en 2009.

## Trayectoria
En 2001, Martin tomó su primera gran oportunidad en la comedia stand-up con su aparición en el programa Premium Blend de Comedy Central. En el Edinburgh Festival Fringe 2003 ganó el premio Perrier con su espectáculo "If I..." El espectáculo se convirtió en un especial de televisión británica en 2004. Desde 2003 hasta 2004, Martin escribió para Late Night with Conan O'Brien. En 2004, Martin tenía su propio Comedy Central Presents Stand-up especial. Su especial se divide en tres partes. En la primera, se realiza en forma tradicional stand-up. En el segundo segmento, utilizó dibujos humorísticos como ayudas visuales, que serviría bien como el remate o un fondo. Durante el tercer segmento, tocaba la guitarra y se puso un pseudo-juego donde iba a rasguear su guitarra mientras alternaba entre la armónica y hablaba; algunos de sus amigos cómicos vestían como hadas y dragones actuando de acuerdo con la historia que estaba contando, detallando la mágica tierra de donde vinieron sus bromas. También apareció la madre y la abuela de Martin.
Desde finales de 2005, ha sido acreditado como colaborador en The Daily Show, en el que alberga un segmento llamado "Trendspotting". Ha utilizado este segmento para hablar de las llamadas tendencias de moda entre los jóvenes, tales como pipas de agua, el vino, el marketing de guerrilla y los videojuegos. El 22 de marzo de 2007, Demetri hizo otra aparición en The Daily Show, hablando acerca de la demanda de Viacom contra Google y YouTube. 
Ha grabado una comedia de CD/DVD titulado "These Are Jokes", que fue lanzado el 26 de septiembre de 2006. Este álbum también cuenta con la participación de Will Forte y el comediante Leo Allen. Martin volvió a The Daily Show el 22 de marzo de 2006, como el nuevo Corresponsal Juvenil, llamando a su segmento de "Noticias Importantes Profesionales con Demetri Martin". En 2007, protagonizó el video musical de Fountains of Wayne, "Someone to Love" como Seth Shapiro, un personaje de la canción junto a Faryl Millet, una comediante y actriz conocida por su show Fancy Nancy's Funny Hour, quien interpreta en el video musical a Beth Mackenzie, otro personaje. Martin también actuó en el video del sencillo de Travis, "Selfish Jean", en la que usa múltiples camisetas con letras escritas en ellas. El 2 de septiembre de 2007, Martin apareció en la final de temporada de la serie de HBO Flight of the Conchords. Apareció como un músico de keytar llamado Demetri. También tuvo un papel en la película Un rockero de pelotas (2008), protagonizada por Rainn Wilson. Martin hizo el papel del camarógrafo cuando la banda en la película estaba haciendo su primer video musical. 
En 2009, recibió y protagonizó su propio programa de televisión llamado Important Things with Demetri Martin en el canal Comedy Central. Más tarde, en junio, se anunció que su programa había sido renovado para una segunda temporada. La segunda temporada se estrenó, de nuevo en Comedy Central, el 4 de febrero de 2010. Martin ha declarado que su programa no iba a regresar para una tercera temporada. Antes de completar el trabajo en su segunda temporada, Martin protagonizó la película de comedia-drama: Woodstock (2009), dirigida por Ang Lee, que se estrenó en el Festival de Cine de Cannes 2009. En la película interpreta a Martin Elliot Tiber. La película está basada en el libro escrito por el Tíber. El 25 de abril de 2011, Martin lanzó su primer libro, titulado This Is a Book. Martin tuvo un pequeño papel en la película Contagion en 2011. 
Martin vendió su concepto de película de Will a DreamWorks, y se espera que juegue un papel clave de apoyo. El actuará en la película Moon People, lanzamiento que vendió a Columbia Pictures. También firmó un acuerdo de escritura a ciegas con CBS en octubre de 2010 para producir, escribir y protagonizar su propia serie de televisión pero después de que la CBS se le mostró el piloto de la serie, se decidió no emitirlo. El 2 de octubre de 2012, Martin lanzó su segundo álbum de comedia titulado Demetri Martin. Comediante.
En 2015 hace la voz de uno de los protagonistas de la caricatura We Bare Bears de Cartoon Network, específicamente del oso polar.

## Estilo cómico
Martin es conocido por ser un comediante poco convencional. Él utiliza algunas frases y dibujos en su "gran panel", así como acompañando a sus bromas con música tocando la guitarra, armónica, piano, teclado, glockenspiel, campanas de juguete, ukelele, o pandereta, a veces al mismo tiempo. Ha citado al comediante Steven Wright como una influencia importante (ambos usan líneas inexpresivas en sus actos) y él también es fan de Bill Cosby. Martin toca instrumentos en el escenario y tiene música sonando en el fondo de sus actuaciones como una forma de prevenir cualquier edición de sus actuaciones para un mejor ajuste en la televisión.

## Discografía
- Invite Them Up (2005)
- These Are Jokes (2006)[5]
- Demetri Martin. Person. (2007)
- Important Things with Demetri Martin (2009–2010)
- Standup Comedian. (2012)[6]
- Live (At The Time)[5]

## Filmografía y trabajo en TV
| Año       | Título                                  | Papel                     | Notas                                                        |
| --------- | --------------------------------------- | ------------------------- | ------------------------------------------------------------ |
| 2002      | Analyze That                            | Personal Assistant        | Acreditado como "Demitri Martin"                             |
| 2003      | If I..                                  | Él mismo                  | BBC Especial de televisión, también escritor                 |
| 2004      | Comedy Central Presents: Demetri Martin | Él mismo                  |                                                              |
| 2004      | 12:21                                   | Él mismo                  | Corto filme, también escritor                                |
| 2004      | Late Night with Conan O'Brien           | Él mismo                  | Escritor de serie                                            |
| 2007      | Demetri Martin. Person.                 | Él mismo                  | Comedy Central Especial                                      |
| 2007      | "Someone to Love"                       | Seth Shapiro              | Fountains of Wayne vídeo musical                             |
| 2007      | Flight of the Conchords                 | Demetri                   | Temporada 1, Episodio 12                                     |
| 2008      | Un rockero de pelotas                   | Kip (productor de videos) |                                                              |
| 2009      | Paper Heart                             | Él mismo                  |                                                              |
| 2009      | Post Grad                               | Ad Exec                   |                                                              |
| 2009      | Taking Woodstock                        | Elliot Tiber              |                                                              |
| 2009–2010 | Important Things with Demetri Martin    | Él mismo / Varios         | Escritor, creador de serie, productor ejecutivo y compositor |
| 2011      | Take Me Home Tonight                    | Carlos                    |                                                              |
| 2011      | Contagion                               | Dr. David Eisenberg       |                                                              |
| 2011      | Conan                                   | Él mismo                  | Invitado                                                     |
| 2012      | Standup Comedian                        | Él mismo                  |                                                              |
| 2013      | In a World...                           | Louis                     |                                                              |
| 2015      | We Bare Bears                           | Ice Bear (Polar)          |                                                              |
| 2016      | Dean                                    | Dean                      | Director, guionista y protagonista                           |
| 2020      | We Bare Bears: The Movie                | Ice Bear (Polar)          |                                                              |

## Libros escritos
- This Is a Book, April 2011, ISBN 978-0446539708.[2]
- Point Your Face At This, March 2013.[7]
- If It's Not Funny It's Art.[7]

## Premios y nominados
| Año  | Premio                         | Por                                        | Categoría                                    | Resultado | Notas |
| 2003 | Perrier Comedy Award           | If I...                                    |                                              | Ganó      | En el Edinburgh Festival Fringe |
| 2004 | Emmy Awards                    | Late Night with Conan O'Brien              | Mejor Guion de Variedades, Música o Comedia  | Nominado  | Compartido con Mike Sweeney, Chris Albers, Jose Arroyo, Andy Blitz, Kevin Dorff, Daniel J. Goor, Michael Gordon, Brian Kiley, Michael Koman, Brian McCann, Guy Nicolucci, Conan O'Brien, Allison Silverman, Robert Smigel, Brian Stack, Andrew Weinberg      |
| 2005 | Writers Guild of America Award | Late Night with Conan O'Brien              | Comedia / Variedad (Incluyendo Talk) - Serie | Ganó      | Compartido con with Mike Sweeney, Chris Albers, Jose Arroyo, Andy Blitz, Kevin Dorff, Daniel J. Goor, Michael Gordon, Brian Kiley, Michael Koman, Brian McCann, Guy Nicolucci, Conan O'Brien, Allison Silverman, Robert Smigel, Brian Stack, Andrew Weinberg |
| 2006 | Barry Award                    | Dr. Earnest Parrot Presents Demetri Martin |                                              | Ganó      | Premio al mejor espectáculo en el Melbourne International Comedy Festival |